# モリタ (歯科医療)
株式会社モリタ（J.MORITA CORPORATION）は、吹田市垂水町三丁目に本社を置く、歯科医療の総合商社である。歯科材料・大型器械・情報機器の卸販売では56.4％のシェア（2013年度実績）を持つ。

## 概要
創業者の森田純一が1916年（大正5年)10月に、京都市中京区麩屋町通三条下ルの自宅で「森田歯科商店」を開き、歯科器械・材料の輸入販売事業を始める。
そして事業拡大のため、旧制歯科医学専門学校が存在した東京、大阪、九州に足掛かりを作るべく、1918年に東京店、1921年に大阪店、1923年に九州小倉店を開設する。
1921年、自転車の販売と修理を営む知人の店に治療台の修理を依頼し始める。やがて京都市中京区にあった工場にボール盤などの工作機械を設置し、歯科器械製造部門の専属工場とした。
その後、大型器械製造にも挑むようになり、1927（昭和2）年、リター社のトライデントユニットをモデルに初の本格的国産第1号となる「J. M. ユニット A 型」を完成させる。
1972年、森田グループの社名表示をカタカナのモリタに改称し、1977年、大阪モリタ本社を吹田市に新築移転。1992年に東西（株）モリタが合併し、現在に至る。

## 創業者 (森田純一)
1883（明治16）年1月、滋賀県の地方役人の家に生まれる。
「慶應義塾」に進学するも、純一が18歳の頃、後援者と実母が相次いで亡くなったため、勉学の道を断念し、京都の大澤商会に入社する。
貿易商の大澤商会では、手広く海外と取引しており、純一は高級時計や自転車，蓄音機など多様な輸入販売事業の発展に力を尽する。
その折、外国の歯科器械・材料の輸入販売に着目した純一は、大澤商会の常務を兼務しながら森田歯科商店を創業する。

## 水平診療
かつては、チェアに座った患者さんが上半身を起こした状態で、歯科医が立ったまま斜め前から覗き込んで診療することが当たり前でした。しかし1963年、Dr. ビーチとともに開発した“患者を水平に寝かせ、術者は頭部後方に座って治療をする”という革新的な診療装置「スペースライン」を第104回米国歯科医師会（ADA）年次大会併設デンタルショーへ出品。
当時、世界最高レベルの歯科診療を誇っていた米国歯科医療界は、水平位診療コンセプトそのものが時期尚早であり、その傾向は国内でも同様だった。
既成概念をくつがえすため、Dr. ビーチと、多くの医師とキャラバン隊を組んでの有料実践セミナーを1965（昭和40）年11月から日本全国で展開し、
やがて海外でも実施された結果、世界の多くの歯科医師やディーラーから受け入れられる。

## モリタグループ沿革
- 1916年（大正05年） - 森田純一、京都市中京区に、森田商店を創業。
- 1918年（大正07年） - 東京市京橋区に、東京店を開設。
- 1921年（大正10年） - 大阪市南区に、大阪店を開設。
- 1923年（大正12年） - 小倉市に、小倉支店を開設。
- 1927年（昭和02年） - 歯科器械製造部門の専属工場を開設、製造を開始。初の本格的な国産ユニット“J. M. ユニット A 型”発表。
- 1943年（昭和18年） - 京都市伏見区に、森田製作所の新工場落成。
- 1945年（昭和20年） - 伏見の森田製作所、歯科用のユニット・チェアーの製造を開始。
- 1958年（昭和33年） - 森田特約店制度を実施。
- 1959年（昭和34年） - アメリカのリター社（Ritter）と技術提携。
- 1964年（昭和39年） - アメリカ・ロサンゼルスに、駐在員事務所を開設。水平診療の普及の核となった歯科診療装置“スペースライン・チェアーユニット”発売。
- 1966年（昭和41年） - 財団法人森田奨学育英会を設立。
- 1967年（昭和42年） - 東京都渋谷区に森田製作所の東京工場を開設。
- 1969年（昭和44年） - （株）森田製作所東京工場と三殖（株）が合併し、森田三殖（株）（現モリタ東京製作所）が発足。
- 1970年（昭和45年） - 森田特約店制度を改めSFD（Spaceline Franchised Dealers）を組織。
- 1972年（昭和47年） - 森田グループの社名表示をカタカナのモリタに改称。
- 1974年（昭和49年） - ブラジル・サンパウロに駐在員事務所を開設。
- 1977年（昭和52年） - 大阪モリタ本社を吹田市に新築移転し、デンタルプラザと命名。
- 1978年（昭和53年） - アメリカ・ロサンゼルスにJMA（J.MORITA USA,INC.）を設立。
- 1980年（昭和55年） - ドイツ・フランクフルトに、JME（J.Morita Europe GMBH）を設立。タイ・バンコクにEAD（East Asian Dental Corporation Ltd.）を設立。
- 1985年（昭和60年） - モリタの歯科器材の特約店MMD（Morita Merchandice Dealers）制度を発足。
- 1989年（平成01年） - タイにSiamdent社設立。
- 1992年（平成04年） - 東西（株）モリタ合併、1社体制スタート。
- 1993年（平成05年） - 大阪本社第2ビル（インテリジェントオフィス）竣工。モリタ東京製作所本社ビル竣工。
- 1998年（平成10年） - 中国に南京駐在員事務所設立。
- 2001年（平成13年） - VIS活動のもとグループ3社において新ロゴタイプ導入。
- 2002年（平成14年） - デンタルプラザ1階に新ショールーム完成。
Morita Dental Business School（MDBS）発足。千葉県松戸市にモリタ東日本物流センター（MEDiC）開設。
- 2007年（平成19年） - 東京有明に新ショールーム、デンタルプラザ東京完成。
- 2010年（平成22年） - 京都府久世郡久御山町にモリタ西日本物流センター開設。
- 2016年（平成28年） - 創業100周年。11月23日東京国際フォーラムホールにて、澤穂希を招いた100周年記念シンポジウム開催[5]。

## 健口への取組
- 社員の歯科健診受診率100% - 歯科医療業界に携わる企業として、社員一丸となって歯科健診受診率定着化を目指している。活動2年目にして社員の歯科健診受診率100%を達成[6]。

## マスコットキャラクター (ビバリーくん)
モリタが運営する有料会員組織「モリタ友の会」のマスコットキャラクター。モチーフは、歯が丈夫なビーバー。妹の名前は、ビバティーちゃん。
会員向けの提供品に登場し、これまで、ビバリーくんシール、ビバリーくんボールペン、ビバリーくんストラップ、ビバリーくん絵本、おしゃべりビバリーくん(ぬいぐるみ)、ビバリーくんパペットなどがある。
また、2014年近畿デンタルショーのモリタブースで、着ぐるみビバリーくんも登場し、ライオンちゃんとの共演も果たす。
公式サイトでは、ビバリーくんのフリーイラスト素材集をダウンロードできるサービスも提供。
なお、現在のビバリーくんは二代目で、初代は、よりビーバーに近いフォルムのキャラクターであった。

## 森田奨学育英会
経済的な理由で修学が困難な学生に対して経済支援を行うことで、より有能な人材を育成し、歯科医学医術を向上させることを目的に設立。
対象資格は、「日本国民であって大学または大学院に在学し学業、人物ともに優秀かつ健康であって学資の支弁が困難と認められる者」とされている。
給付奨学金は、大学生・大学院生ともに年額36万円。
詳細はホームページ参照。

## 関連企業
- 株式会社モリタ製作所
- 株式会社モリタ東京製作所
- 株式会社ジェイエムエンジニアリング
- 株式会社ジェージーエス
- 株式会社 JM Ortho（旧：株式会社ロッキー マウンテン モリタ）
- J.Morita Usa Inc
- J.Morita Europe
- J.Morita ANZ
- J.Morita Middle East